# Gubkinski
Gubkinski (russisch Губкинский) ist eine Stadt im Autonomen Kreis der Jamal-Nenzen (Russland) mit 23.335 Einwohnern (Stand 14. Oktober 2010).

## Geographie
Die Stadt liegt im nördlichen Teil des Westsibirischen Tieflandes, etwa 510 km südöstlich der Hauptstadt des Autonomen Kreises Salechard, am Fluss Pjakupur, dem linken Quellfluss des Pur.
Die Stadt Gubkinski bildet einen eigenständigen Stadtkreis und ist zugleich Verwaltungszentrum des ihn umgebenden Rajons.
16 Kilometer von der Stadt entfernt liegt an der Eisenbahnstrecke Tjumen–Surgut–Nowy Urengoi die Station Purpe (bis Purpe 1984 eröffnet, weiter 1985).

## Geschichte
Gubkinski wurde offiziell am 22. April 1986 als Siedlung städtischen Typs gegründet und nach dem sowjetischen Geologen Iwan Gubkin benannt. 1996 erhielt der Ort Stadtrecht.

### Bevölkerungsentwicklung
| Jahr | Einwohner |
| ---- | --------- |
| 1989 | 9.676     |
| 2002 | 20.407    |
| 2010 | 23.335    |

Anmerkung: Volkszählungsdaten

## Kultur und Sehenswürdigkeiten
In Gubkinski gibt es ein Heimatmuseum.

## Wirtschaft
Gubkinski ist Zentrum der Erdöl- und Erdgasförderung und -verarbeitung durch die zu Rosneft gehörende Rosneft-Purpeneftegas sowie Nojabrskgasdobytscha und Purgas.